# Русско-Устьинская
Русско-Устьинская протока (Русско-Устьинский рукав) — один из основных рукавов в устье реки Индигирки. Вкупе с другими протоками устья (Голыженская — западнее, Нова, Средняя, Уларова, Колымская — восточнее) образует дельту Индигирки общей площадью 7600 км². Периодическое судоходство от моря в село Русское Устье. Длина — 136 км.

## География
Место, где в 130 км от устья Индигирки отходит налево от основного русла Русско-Устьинская протока, считается началом дельты.
Близ озёр Холмышково и Толстинская Лайда, расположенных на правобережье, протока делает изгиб на 180 градусов, и данный изгиб имеет природное спрямление под названием протока Железная.
Ниже по левому берегу впадают протоки Кустинская и Верхне-Камчадальская, а ещё в 2 км ниже от последней — левый приток, река Бёрёлёх (Елонь). Далее в 10 км ниже по течению реки впадает протока Простая, также слева. Ещё через 6 км ниже на реке расположен остров Петрушкин, который справа обтекает протока Каменная. Через 5 км ниже по левому берегу впадает протока Канюкова. В нескольких сотнях метров далее вниз по течению — устье реки Шаманки, чуть ниже которого, также на левом берегу протоки, расположено старинное село Русское Устье, в честь которого протока получила название.
Далее ниже по течению впадают протока Прорва по правому берегу, протока Карбысная по левому, ответвляются протоки Большая Фёдоровская и Нова направо, а напротив последней — протока Дундукова налево.
Далее ближе к устью по правому берегу имеется остров Чириловский, который обтекает справа протока Киригеева, за ним остров Сыпучинский, который обтекает справа протока Хомочева. Напротив северной оконечности Сыпучинского на левом берегу ответвляется протока Маленькая.
В акватории устья располагаются острова Васькин, Ванькин, Кутавин, Тараскин и Олений, а остров Входной целиком располагается в Восточно-Сибирском море.